# Nicolas Cavaillès
Nicolas Cavaillès (Saint-Jean-sur-Veyle, 1981) è uno scrittore e traduttore francese.
Traduttore dal romeno, ha curato l'edizione delle opere di Emil Cioran per la collana Bibliothèque de la Pléiade. Nel 2013 ha assunto la direzione della casa editrice Hochroth-Paris. L'anno seguente ha vinto il premio letterario dell'Académie Goncourt per i racconti brevi con la novella intitolata Vie de Monsieur Leguat, sua prima opera letteraria.

## Pubblicazioni
- 2011 : Cioran malgré lui : Écrire à l'encontre de soi
- 2011 : L’Élégance et le Chaos, Correspondance de Catherine Pozzi
- 2013 : Vie de monsieur Leguat
- 2015 : Pourquoi le saut des baleines
- 2016 : Les Huit enfants Schumann
- 2016 : Cioran et Valéry
- 2018 : Gogo et Golo sont sur un bateau
- 2018 : Le Mort sur l'âne
- 2018 : Gare de l'Est
- 2019 : Tout
- 2021 : Le Temps de Tycho
- 2021 : L'Évangile selon Marie / L'Apocalypse selon Lilith / L'Arche selon Noréa
- 2023 : Les Ombres opposées